# Citroën DS Cabriolet Usine
Citroën DS Cabriolet Usine und Citroën ID Cabriolet Usine sind Cabrioletversionen des Citroën DS und ID, die der französische Karosseriehersteller Henri Chapron von Sommer 1960 bis Sommer 1971 im Auftrag Citroëns fertigte.
Die Fahrzeuge wurden offiziell über das Händlernetz Citroëns vertrieben. Im deutschen Sprachgebrauch werden sie auch als Werkscabriolets bezeichnet. Sie sind von weiteren Cabriolet-Umbauten der DS/ID-Reihe zu unterscheiden, die Chapron im eigenen Namen durchführte. Die Cabriolets gehören heute zu gesuchten und hochpreisigen Klassikern, die die Preise für serienmäßige DS- oder ID-Limousinen um ein Mehrfaches übertreffen.

## Hintergrund
Der Citroën DS (lautmalerisch: Déesse, französisch für Göttin) erschien 1955 als viertürige Limousine; zwei Jahre später kam die äußerlich weitgehend gleiche, technisch aber einfachere Version ID (Idée) hinzu. Das stilistisch und technisch außergewöhnliche Auto galt bei seiner Vorstellung als Sensation. Neben der eigenständigen, von Flaminio Bertoni entworfenen Karosserieform gehörte vor allem die hydropneumatische Federung zu den Besonderheiten des frontgetriebenen Fahrzeugs.
Bereits vor der Premiere der DS-Limousine stellte Flaminio Bertoni Überlegungen für eine Cabrioletversion an. Erste Skizzen Bertonis gehen auf das Jahr 1954 zurück. Sie wurden aber zunächst nicht weiter verfolgt, weil das Werk in den ersten Jahren vor allem damit beschäftigt war, die Kinderkrankheiten des DS auszumerzen.
1958 verwirklichte der traditionsreiche Pariser Karosseriehersteller Chapron ein zweitüriges DS-Cabriolet, das die Bezeichnung La Croisette trug. Wenig später erschien auch eine zweitürige Coupé-Version. Beide Entwürfe gingen auf Chaprons langjährigen Designer Carlo Delaisse zurück. Nach der Präsentation beider Modelle auf dem Pariser Autosalon 1958 nahm Chapron die Fertigung einer Kleinserie auf. Citroëns Management griff die Idee eines DS-Cabriolets 1959 auf. Das Werk beauftragte Chapron mit der Konstruktion eines 2+2-sitzigen Cabriolets, das ab September 1960 ins offizielle Programm Citroëns aufgenommen wurde. Als technische Basis kam neben dem DS zeitweise auch der ID (1960 bis 1965) in Betracht.
Die Werkscabriolets (Cabriolets Usines oder Cabriolets d’Usine) wurden bei Chapron hergestellt; parallel dazu setzte Chapron die Fertigung eigener Cabriolet-Versionen fort. Sie unterschieden sich von den Werkscabriolets vor allem äußerlich.
Die Produktion der Werkscabriolets dauerte bis August 1971 an. In dieser Zeit entstanden 1325 DS- und ID-Werkscabriolets. Bis 1977 fertigte Chapron auf Kundenwunsch noch einzelne weitere Cabriolets, die äußerlich den Cabriolets Usines entsprachen. Ihnen stehen etwa 110 originäre Chapron-Cabriolets der Baureihen La Croisette, Le Caddy und Palm Beach gegenüber. Parallel dazu baute Chapron außerdem eine Reihe von Coupés und Limousinen mit DS-Technik, darunter den DS 21 Chapron Majesty.
Als Citroën den werksseitigen Vertrieb des DS-Cabriolets im Sommer 1971 aufgab, geriet Chapron in wirtschaftliche Schwierigkeiten. Das Unternehmen konnte den Verlust an Aufträgen nicht wettmachen. Chapron bemühte sich zwar, mit dem „Mylord“, einem Cabriolet auf der Basis des Citroën SM, einen Nachfolger für die DS-Cabriolets zu etablieren; dieses sehr teure Modell hatte am Markt aber keinen Erfolg. Es entstand lediglich in einstelliger Stückzahl.

## Karosserie

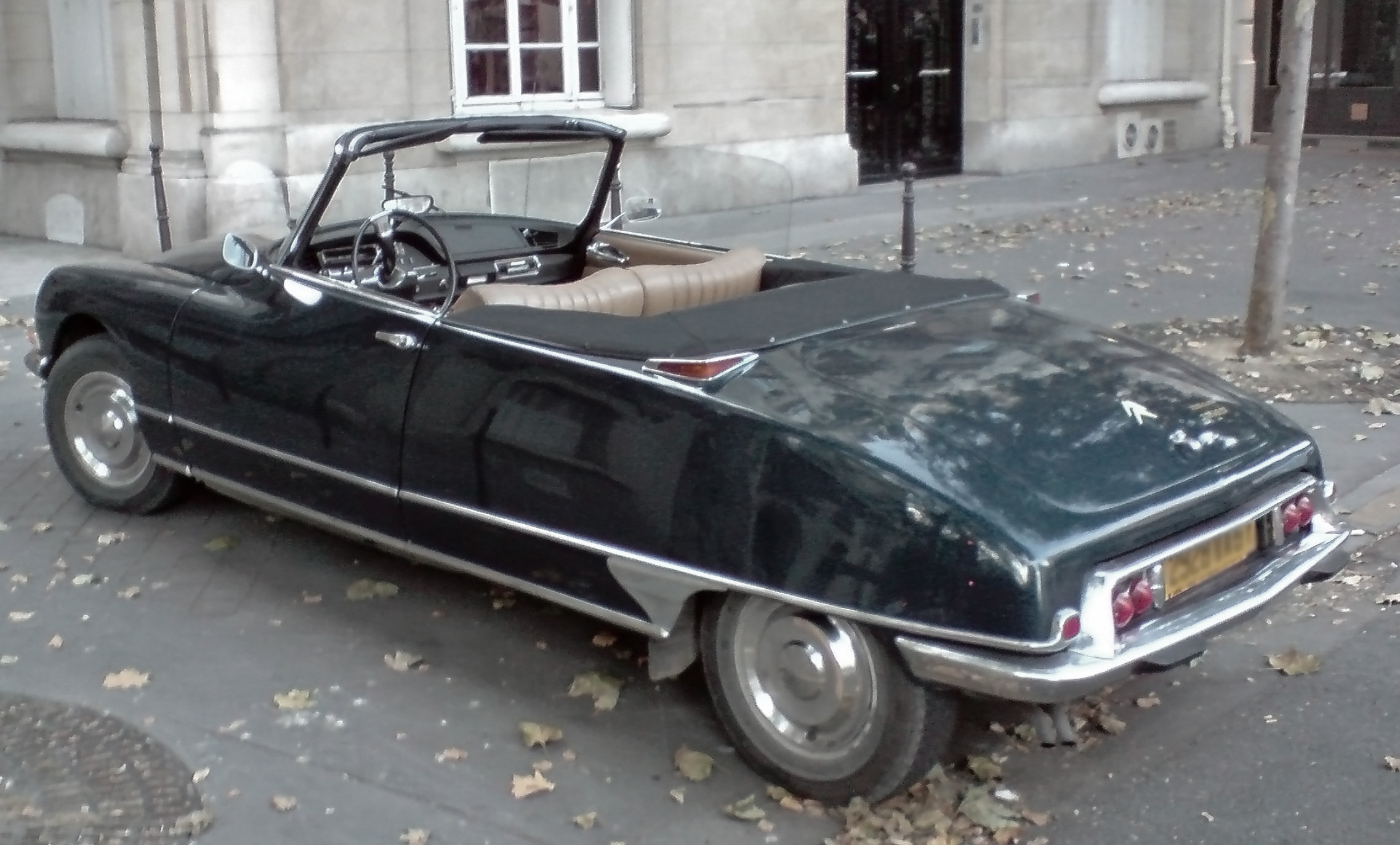
Citroën DS 21 Cabriolet

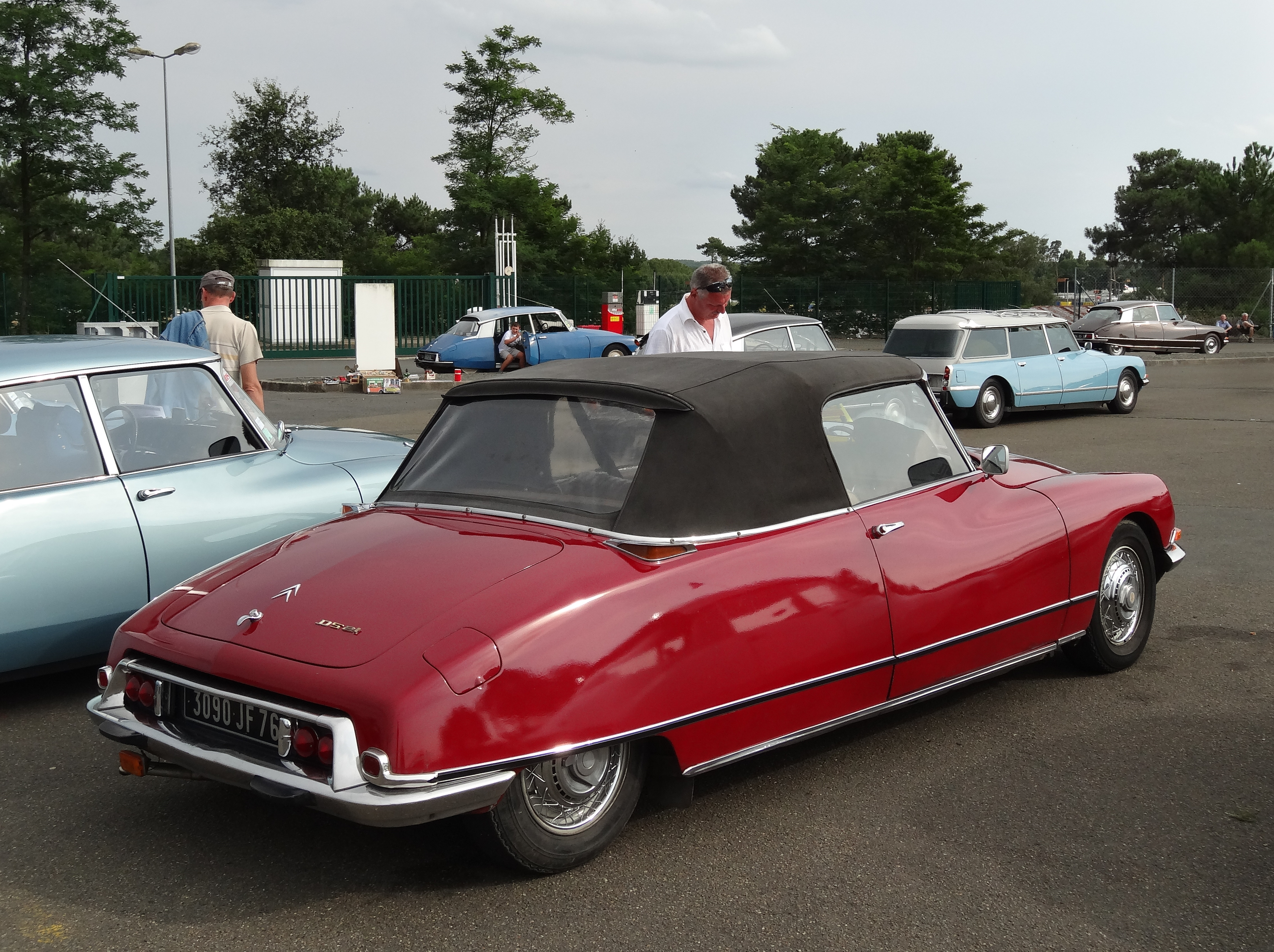
Breite B-Säule: Verdeck des Cabriolet Usine

Die Karosserie des Werkscabriolets wurde nicht von Chaprons Designern, sondern von Flaminio Bertoni gestaltet.
Chapron bezog von Citroën fahrbereite DS- und ID-Chassis mit Mechanik, vorderer Karosserie und Windschutzscheibe.
Der weitere Aufbau wurde bei Chapron nach Bertonis Entwürfen hergestellt. Hierzu gehörte eine Verlängerung der vorderen Türen um 18 cm. Der hintere Kotflügel war einteilig; er wurde bei Chapron neu angefertigt. In diesem Aspekt unterschieden sich die Werkscabriolets von den frühen Eigenkreationen Chaprons: Letztere hatten verschweißte hintere Türen, wobei der Spalt zwischen Tür und Kotflügel anfänglich frei sichtbar und später durch einen vertikalen Chromstreifen abgedeckt war. Erst nachdem Chapron die Produktion des Werkscabriolets aufgenommen hatte, übernahm er für seine eigenen Cabriolets die einteiligen Kotflügel. Außerdem wurden die Radläufe verkleinert, und die hintere Stoßstange wurde weiter herumgezogen.
Die Werkscabriolets hatten ausnahmslos die serienmäßigen Windschutzscheiben der DS- bzw. ID-Limousine. Darin unterschieden sie sich von vielen Modellen aus Chaprons eigenen Baureihen, bei denen die Windschutzscheibe üblicherweise – aber nicht ausnahmslos – im Interesse einer niedrigeren Dachlinie um 6 cm niedriger war.
Das Verdeck der Werkscabriolets begann unmittelbar hinter der Tür und bildete im aufgeklappten Zustand eine breite B-Säule. Diese Form ähnelte den Chapron-Cabriolets La Croisette und Le Caddy. Der 1963 vorgestellte Chapron Palm Beach hatte hingegen zwei hintere Seitenfenster und ein schmaleres Verdeck, sodass bei geschlossenem Verdeck und abgesenkten Seitenfenstern der Eindruck eines Hardtops entstand. Diese Chapron-Konstruktion wurde nicht in die Serienfertigung der Werkscabriolets übernommen.
Die Frontpartie folgte der Entwicklung der DS- bzw. ID-Limousine. Mit der Einführung der verglasten, mitlenkenden Doppelscheinwerfer im Herbst 1967 fand sich diese Gestaltung auch an den Werkscabriolets. Die Heckpartie folgte ebenfalls der Serienversion. Individuelle Formen mit kleinen Heckflügeln oder einem Abrissheck, die ab 1964 an Chaprons eigenen Cabriolets zu sehen waren, gab es bei den Cabriolets Usines nicht. Eine Besonderheit waren die hinteren Blinker. Bei der Serienlimousine befanden sie sich am Ende zweier Röhren oberhalb der Dachkante. Für die Werkscabriolets wurden eigene Blinkergehäuse gefertigt, die am unteren Ende des Verdecks auf die Kotflügel aufgesetzt waren. Chapron übernahm diese Details für seine eigenen Cabriolets nicht.

## Technik
Die Technik der Werkscabriolets entsprach vollständig der der Serienlimousinen. Technische Grundlage waren von Citroën angelieferte Chassis. Ob es sich hierbei um Chassis der Kombiversion Break handelte oder um werksseitig speziell vorbereitete Limousinenchassis, ist in der Literatur umstritten. Chapron verstärkte die Chassis zusätzlich. Als Motorisierung diente anfänglich eine 61 kW (83 PS) starke Version des 1,9 Liter großen Vierzylinders aus dem DS bzw. ID 19. Ab 1965 war das Werkscabriolet als DS 21 mit einem 2,1 Liter großen Motor lieferbar, von 1969 bis 1971 wahlweise als DS 21 Injection Electronique mit einem Einspritzmotor.

## Produktion
| Jahr      | ID Cabriolet | DS Cabriolet |
| --------- | ------------ | ------------ |
| 1960      | 1            |              |
| 1961      | 32           | 130          |
| 1962      | 28           | 181          |
| 1963      | 34           | 207          |
| 1964      | 5            | 179          |
| 1965      | 6            | 121          |
| 1966      |              | 124          |
| 1967      |              | 82           |
| 1968      |              | 95           |
| 1969      |              | 47           |
| 1970      |              | 40           |
| 1971      |              | 13           |
| Insgesamt | 106          | 1219         |
| Insgesamt | 1.325        |              |

## Das DS- und ID-Cabriolet als Klassiker
Die Werkscabriolets zum Citroën DS und ID sind gesuchte Klassiker, für die sehr hohe Preise gezahlt werden. Die Preise für Cabriolets übersteigen die für serienmäßige DS- und ID-Limousinen um ein Mehrfaches. Während ein Citroën DS Pallas 2,3 in exzellentem Zustand 2015 für etwa 30.000 € gehandelt wurde, erreichten Werkscabriolets teilweise mehr als das Fünffache dieses Preises. So wurde 2013 ein DS 19 Cabriolet bei einer Auktion für 162.150 € verkauft. 2009 erreichte ein originales Cabriolet Usine bei einer Bonhams-Auktion einen Preis von 337.500 €. Classic Data notiert 2014 einen Wiederbeschaffungswert von 210.000 € für ein Werkscabriolet in exzellentem Zustand.